# HD87653
HD87653 — хімічно пекулярна зоря спектрального класу B9, що має видиму зоряну величину в смузі V приблизно  8,0.
Вона  розташована на відстані близько 5177,1 світлових років від Сонця.

## Пекулярний хімічний склад
Зоряна атмосфера HD87653 має підвищений вміст 
Si
.